# Billy More
Billy More, pseudonimo di Massimo Brancaccio (Milano, 3 febbraio 1965 – Milano, 14 agosto 2005), è stato un cantante italiano.
Brancaccio diventò famoso come cantante nelle vesti di drag queen, con il nome d’arte Billy More. Nelle canzoni la voce non era sua, ma quella di John Biancale.

## Biografia
Prima responsabile marketing per una società farmaceutica, si è avvicinato al mondo dello spettacolo, coprendo il ruolo di assistente per produttori televisivi. Il personaggio della drag queen Billy More nasce nel maggio del 2000, quando Massimo incontra Roby Santini (in arte Rsdj) allo Zip, discoteca di Milano, che gli propone di interpretare il primo brano che diventerà un cult della musica dance. Infatti, nel mese di maggio del 2000 viene pubblicato il suo primo singolo, Up & Down: il brano, che varca la soglia tra i generi euro house e italo dance ottiene un successo immediato e progressivo: a luglio si piazza al numero 5 della classifica italiana FIMI, consentendo a Billy More di partecipare al Festivalbar e a Top of the Pops. Nel 2001 il brano diventa anche la colonna sonora del film Stregati dalla luna, con Maurizio Casagrande e Megan Gale e guadagna successo anche in Spagna e in Europa. A tal proposito Billy More si esibirà anche in trasmissioni straniere. Il secondo singolo, The New Millennium Girl, uscito nel novembre dello stesso anno, ottiene anch'esso buoni piazzamenti.
Nel maggio del 2001 esce Come On and Do It (Saturday Night Life), che è un successo in Italia e Germania e alla fine della stessa annata pubblica il singolo Loneliness. Nello stesso anno John Biancale presta la voce del progetto al singolo dei Souvenir d'Italie Boys and Girls (Friday Night). Nel 2002 è poi la volta di I Keep on Burning.
Nell'estate del 2002 conosce il produttore Andrea Piraz che gli propone un cambio di stile nelle sue canzoni. Nell'autunno del 2002 esce infatti con lo pseudonimo di "Temple Pleasure" Dance brano dalle sonorità molto house. Nel 2003 More e Piraz ci riprovano con il singolo Weekend, cover del successo di Mick Jackson del 1979.
Nell'inverno 2004 Billy More cambia di nuovo genere tornando ai suoi esordi, con una canzone come Try Me, prodotta insieme a Dj Speciale con un remix. Il singolo riscuote un discreto successo. Nello stesso anno, pubblica il singolo My Rhythm of the Night in collaborazione col dj Roby Pinna. Nell'estate del 2004, presenta Boom boom (cover di un pezzo di Paul Lekakis) al "Mardi Gras di Friendly Versilia".
Nel mese di maggio del 2005 Billy More pubblica per la BIT Records l'ultimo suo singolo, Gimme love: Prendilo e Mettilo. Il pezzo, che presenta una parte del ritornello in lingua italiana e riprende alcune parole del suo precedente successo Come On and Do It, viene remixato da Dj Maxwell e riporta Billy nuovamente in testa alle classifiche di musica dance. More aveva tra i progetti futuri una partecipazione alla compilation per Gay Pride 2005, dove era prevista la presentazione di un brano inedito in lingua italiana.

### La morte

La foto di Massimo Brancaccio sulla tomba di famiglia

Il 14 agosto del 2005 Massimo Brancaccio muore improvvisamente, a 40 anni, dopo un mese di malattia. La causa della morte, secondo quanto dichiarato dalla famiglia, sarebbe stata una leucemia acuta. A settembre Platinette scriverà un articolo in suo ricordo su Pride. Massimo Brancaccio è sepolto nel cimitero di Castelletto sopra Ticino, insieme alla mamma, ai nonni e ad uno zio.

## Discografia

### Singoli
- 2000 - Up & Down (Don't Fall in Love with Me)
- 2000 - The New Millennium Girl
- 2001 - Come On and Do It (Saturday Night Life)
- 2001 - Loneliness
- 2002 - I Keep on Burning
- 2002 - Dance (pubblicato come Temple Pleasure)
- 2003 - Weekend
- 2003 - Try Me
- 2003 - My Rhythm of the Night
- 2004 - Boom, Boom!
- 2005 - Gimme Love (Prendilo e Mettilo)